# СОФАГ
Черноморско-балтийское страховое акционерное общество, СОФАГ (нем. Die Schwarzmeer und Ostsee Versicherungs-Aktiengesellschaft, SOVAG) — немецкий страховой холдинг.
Акционерный капитал общества составляет 9,98 млн евро. Свою деятельность СОФАГ осуществляет из главного управления в Гамбурге.
Акционерами СОФАГ являлись Gazprom Germania GmbH (50,1 % акционерного капитала), страховая компания Согаз (25,1 %) и инвестиционный фонд Volga Resources SICAV-SIF S.A. (24,8 %), находящийся в Люксембурге. С конца 2019 года единственный акционер — группа Gossmann & Cie., бизнес передан DARAG.

## История
Необходимость создания страховой компании в Германии возникла вследствие того, что советско-британские отношения в 1926 году испортились, англо-советский торговый договор был расторгнут и встал вопрос о переносе работы страхового общества Блекбалси, обеспечивающего страховые интересы советской внешней торговли, в страну с хорошими страховыми традициями. История Черноморско-балтийского страхового акционерного общества началась 7 июля 1927 года в Гамбурге. В этот день состоялось собрание учредителей общества, а 1 сентября того же года общество было внесено в Торговый реестр ганзейского города.
Учредителями СОФАГ выступили Наркомфин (65 % акций), Наркомторг (30 % акций) и Сельскосоюз (5 % акций) СССР. Основой деятельности компании должно было стать страхование перевозок грузов между СССР и странами Западной Европы. Уставный капитал общества составил весьма солидную по тем временам сумму в 500 тыс. марок, а уже в 1928 году был увеличен вдвое благодаря быстрому росту объёма операций.
В годы Второй мировой войны СОФАГ был вынужден приостановить свою деятельность.
В послевоенные годы, вопреки политическим трудностям, СОФАГ смог возобновить свою деятельность. В первую очередь, были урегулированы все претензии клиентов, предъявленные ещё в предвоенные годы. Постепенно с успехом стали развиваться транспортное страхование и международное перестрахование. По мере развития торговых отношений между странами Восточной и Западной Европы СОФАГ усиленно развивает страхование грузов, а также страхование каско морских судов.
Важной функцией СОФАГа являлась подготовка советских специалистов-практиков в области различных видов страхования для работы на международном страховом рынке. Это достигалось путем направления сотрудников Ингосстраха из Москвы в длительные (4-5 лет) командировки в СОФАГ. Кроме того, в СОФАГе регулярно проходили краткосрочные (1-3 месяца) стажировки штатные специалисты различных подразделений Ингосстраха. Таким образом, практика и опыт работы европейского рынка страхования передавался в СССР.
Новые перспективы открылись для СОФАГа в начале 1990-х годов в связи с политической и экономической перестройкой в странах Восточной Европы. Воспользовавшись благоприятной конъюнктурой, СОФАГ сумел увеличить объем страховых операций за следующее десятилетие, став заметным игроком с безупречной репутацией на немецком страховом рынке.
В конце 2010 года блокирующий пакет акций компании приобрело страховое общество Согаз. В начале 2016 года была закрыта сделка по приобретению 50,1 % акций СОФАГ компанией Gazprom Germania GmbH. В конце 2019 года СОФАГ был продан акционерами новому собственнику- немецкой компании Gossmann & Cie, владеющей некоторыми страховщиками. Одновременно с этим СОФАГ сдал страховую лицензию, передав весь страховой портфель компании DARAG. Таким образом с января 2020 года страховщик с названием СОФАГ перестал существовать.

## Современное состояние
До 2020 года СОФАГ представлял полный набор страховых услуг для физических и юридических лиц. Являясь немецким страховым обществом, СОФАГ знал особенности западных рынков и был в состоянии предложить своим клиентам из стран СНГ страховую защиту, ориентированную на индивидуальные потребности того или иного клиента. Кроме этого, СОФАГ оказывал помощь в правильном толковании условий и положений страховых договоров. СОФАГ активно сотрудничал с немецкими и другими зарубежными страховыми агентами и брокерами. Сбор страховой премии превышал 90 млн евро.
СОФАГ являлся членом Общего союза страховых обществ ФРГ — GDV. Агентство A.M. Best подтвердило[когда?] присвоенный СОФАГ в 2003 году рейтинг В++ (very good).
С 2020 года страховая деятельность не ведётся, страховая лицензия сдана.

## Отделения и представительства
Головной офис страховой компании до последнего момента своего существования находился в Гамбурге, хотя после 2015 года и покинул исторический адрес на набережной Альстера — Schwanenwik. Кроме того, компания имела свои отделения, дочерние компании и представительства в Берлине, Кёльне, Вене, Лондоне и Москве.